# Axalphorn
Axalphorn (alternativt: Axalphoren) är en bergstopp på gränsen mellan kommunerna Brienz och Brienzwiler i kantonen Bern i Schweiz. Den är belägen i Bernalperna, cirka 55 kilometer sydost om huvudstaden Bern. Toppen på Axalphorn är 2 321 meter över havet.